# Предгорний (Зміїногорський район)
Предго́рний (рос. Предгорный) — селище у складі Зміїногорського району Алтайського краю, Росія. Входить до складу Кузьминської сільської ради.

## Населення
Населення — 149 осіб (2010; 341 у 2002).
Національний склад (станом на 2002 рік):
- росіяни — 76 %